# Alexandre Marty
Le lieutenant Alexandre Paul Léon Madeleine Marty, dit Alex Marty,  né à Toulouse le 9 février 1894 et mort à Manoncourt-en-Vermois le 9 juin 1918, est un pilote français et un as de l'aviation de la Première Guerre mondiale, crédité de sept victoires aériennes homologuées.
Marty est sérieusement blessé le 5 novembre 1917.
Il est tué au cours d'un combat à Manoncourt-en-Vermois.